# Bagnetti della Puzzolente

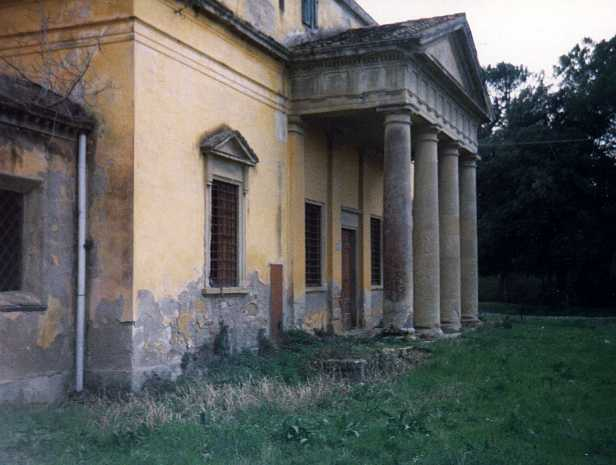
I Bagnetti della Puzzolente nel 1998

I Bagnetti della Puzzolente si trovano a Livorno e legano il proprio nome al particolare toponimo del luogo, così chiamato per la presenza di maleodorante acqua di origine solfurea. Sono ciò che resta di una struttura termale del XIX secolo, progettata dal noto architetto toscano Pasquale Poccianti.

## Storia

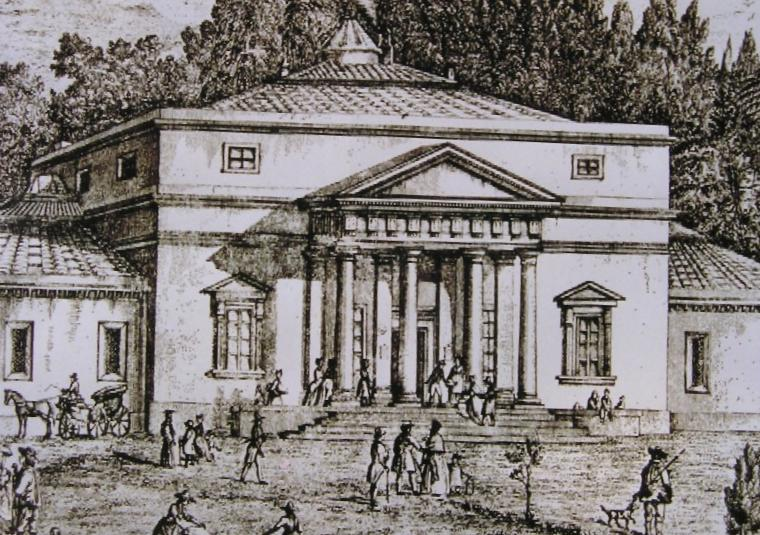
I Bagnetti nel loro stato originario

Realizzati per volontà della famiglia Bartolomei e in seguito passati ai Mimbelli, i Bagnetti rappresentano una delle ultime costruzioni di Pasquale Poccianti, uno dei più rappresentativi architetti del neoclassicismo toscano e la cui fama è legata al completamento dell'Acquedotto Lorenese e alle cisterne di Livorno.
Furono costruiti tra il 1843 ed il 1844 nella campagna intorno alla città, in un'area che, secondo la committenza, avrebbe dovuto rappresentare il nuovo centro di attrazione per i villeggianti dell'epoca e nella quale si trovavano alcune polle d'acqua solfurea idonee per lo sfruttamento termale. L'inaugurazione avvenne il 30 giugno 1844. Le ambizioni dei proprietari sono testimoniate dal ritrovamento, tra le carte dell'architetto, di un primo progetto assai articolato dei Bagnetti, che però non fu realizzato.
Infatti l'impresa fu portata a compimento in toni minori e si rivelò ben presto un clamoroso insuccesso imprenditoriale, tanto che sul finire dell'Ottocento lo stabilimento fu chiuso e adibito ad altre destinazioni. Di lì a poco si affermarono standard più elevanti, esemplificati dal non distante stabilimento termale Acque della Salute.
Nel tempo l'edificio, che negli anni sessanta ha fatto da sfondo ad una scena del film Tutti a casa di Luigi Comencini, è andato incontro a un progressivo decadimento, evidenziato, nel corso del nuovo millennio, dal crollo parziale delle coperture e del pronao, dalla vegetazione selvaggia che ricopre intere parti della struttura, dall'allagamento del piano interrato, dal disfacimento degli affreschi per l'umidità, dalla distruzione degli antichi stucchi e delle decorazioni per la realizzazione di tubature e condotti per i tre appartamenti del primo piano.
Al 2022 si ha notizia della donazione dello stabilimento dagli eredi della proprietaria, la contessa Giovanna Spinola Morozzo Della Rocca, alla Diocesi di Livorno, con l'intento di recuperare la struttura: il progetto prevede l'apertura di una cappella al piano terreno, affiancata da spazi da dedicare a riunioni, assemblee, catechismo, oltre ad alloggi da destinarsi all'emergenza abitativa al piano superiore, il tutto inserito in una zona verde dove sarà realizzato un centro polisportivo.

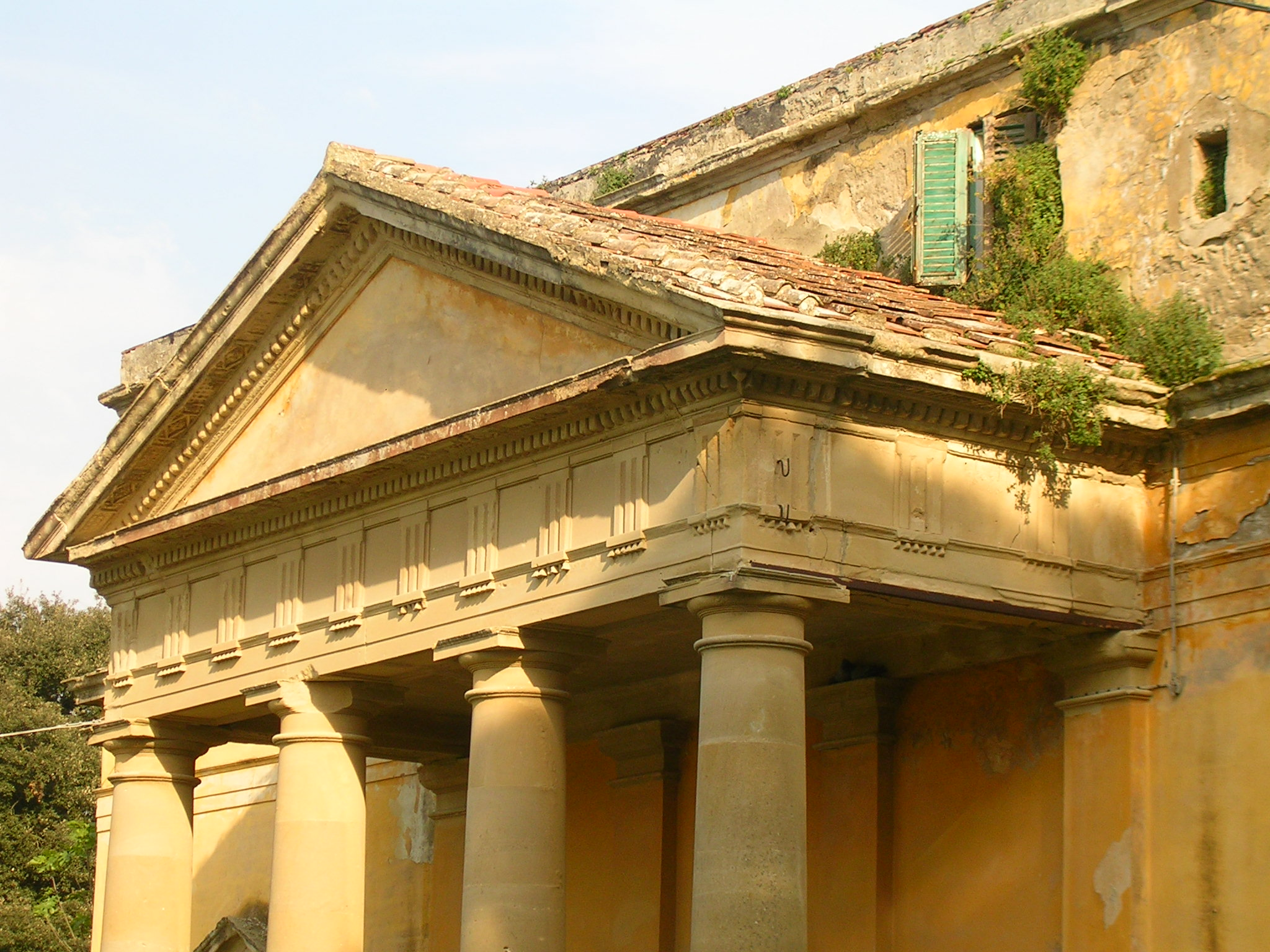
Particolare dello stato di degrado del pronao

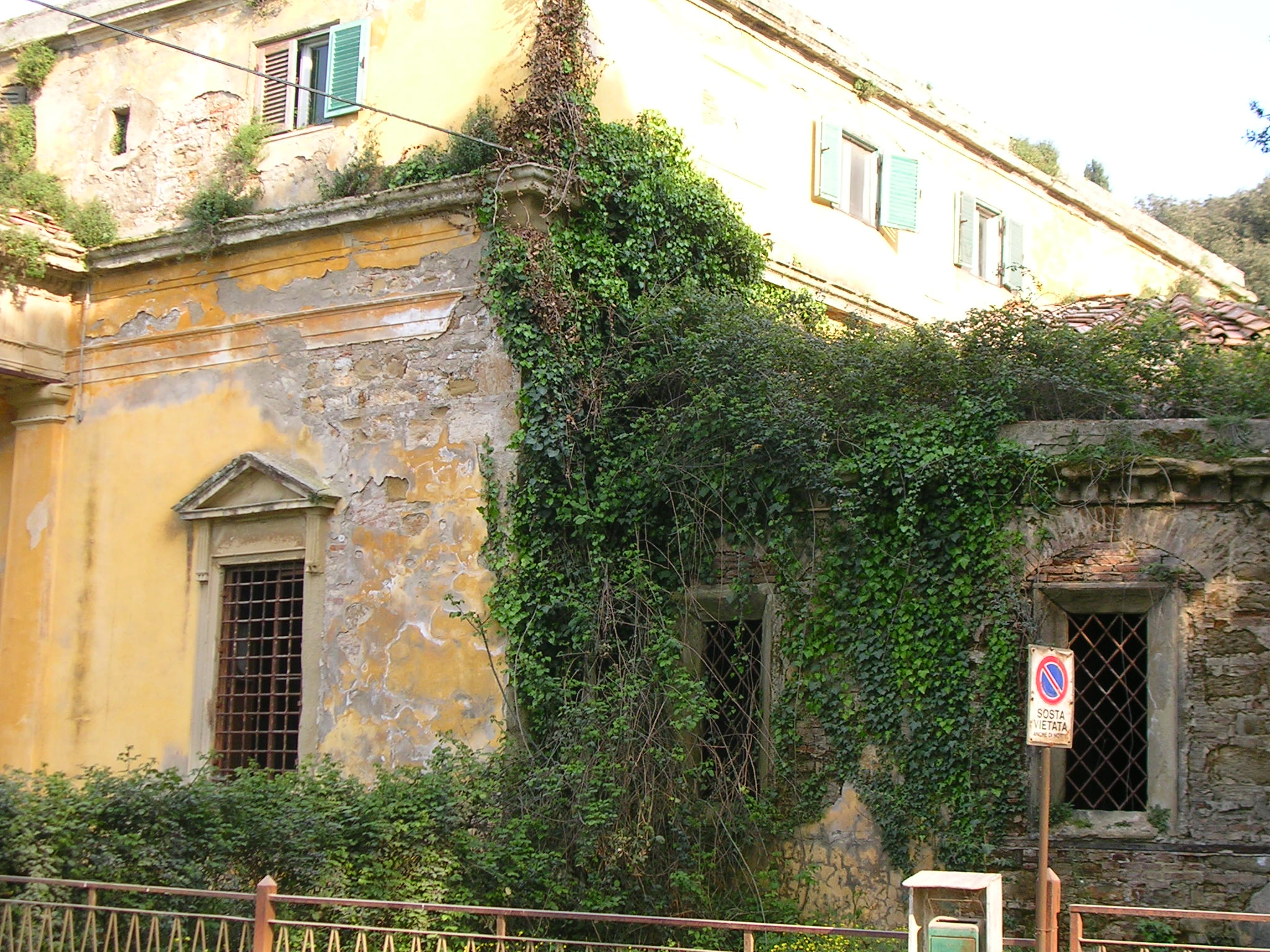
La fitta vegetazione che ricopre parte della struttura

## Descrizione
Come per la maggior parte delle architetture di Poccianti anche i Bagnetti della Puzzolente si presentano come aggregazione di diversi volumi dalla geometria pura. La planimetria rimanda infatti a quella del vicino Cisternino di Pian di Rota, progettato da Poccianti nel 1827, con un corpo principale rettangolare chiuso sui lati brevi da due marcate absidi.
La facciata è caratterizzata da un pronào formato da quattro colonne d'ordine tuscanico che sorreggono la trabeazione ed il frontone. La porta d'ingresso è affiancata da alcune finestre rettangolari, sormontate da un timpano triangolare. Ai lati, nei corpi semicircolari che un tempo ospitavano i bagni per il trattamento, si aprono invece delle semplici finestre leggermente strombate. Un lieve marcapiano divide il piano terra principale dal piano primo, adibito a servizî secondarî.
La struttura, in apparenza disposta su due livelli fuori terra, presenta invece un amplissimo livello interrato tramite il quale si accedeva ad alcuni locali di servizio e ai due padiglioni semicircolari dove si svolgevano i bagni veri e propri; i padiglioni sono articolati per mezzo di alti pilastri disposti a semicerchio, che sorreggono volte a padiglione irregolari un tempo affrescate. Oltre a questi due grandi locali, al piano interrato sono presenti altri due ambienti con volta a botte e un locale più ampio, centrale, con soffitto a voltine, tutti collegati da un corridoio e da una coppia di scale interne.
Al piano terra, oltrepassato il pronao, è presente un piccolo ingresso, ai cui lati simmetricamente si aprono due stanze più ampie, dal quale si accede direttamente alla sala centrale del complesso, un tempo munita di oculo a torretta, attualmente distrutto e coperto dal rifacimento della copertura.

## Architettura
Secondo la critica, i Bagnetti della Puzzolente rappresentano un'involuzione nel linguaggio neoclassico di Poccianti, che ripiega, probabilmente per le venute meno ambizioni della committenza, verso temi vagamente palladiani.
L'accostamento di corpi dalle geometrie elementari rimanda ancora ad alcune opere del neoclassicismo francese, ma la rinuncia alle finestre termali in luogo di aperture più tradizionali, mentre l'impostazione lineare della facciata avvicinano l'opera alle ville palladiane.